# Rallye de Grande-Bretagne 1980
Le Rallye de Grande-Bretagne 1980 (36th Lombard RAC Rally), disputé du 16 au 19 novembre 1980, est la quatre-vingt-sixième manche du championnat du monde des rallyes (WRC) courue depuis 1973 et la onzième manche du championnat du monde des rallyes 1980.

## Contexte avant la course

### Le championnat du monde

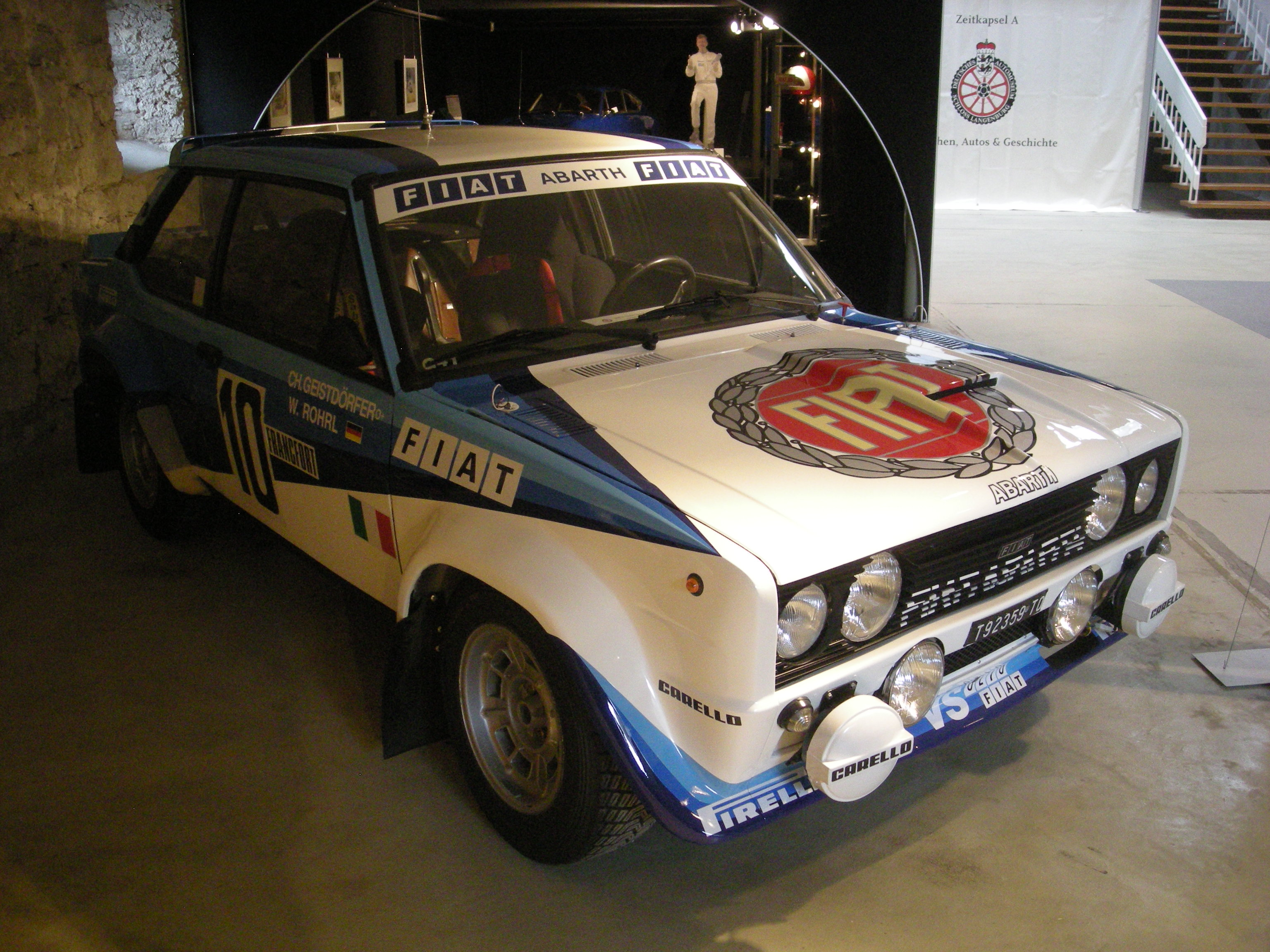
Assuré du titre à deux manches de la fin, Fiat ne participera pas au rallye RAC.

Ayant succédé en 1973 au championnat international des marques (en vigueur de 1970 à 1972), le championnat du monde des rallyes se dispute sur une douzaine de manches, dont les plus célèbres épreuves routières internationales, telles le Rallye Monte-Carlo, le Safari ou le RAC Rally. Parallèlement au championnat des constructeurs, la Commission Sportive Internationale (CSI) a depuis 1979 créé un véritable championnat des pilotes qui fait suite à la controversée Coupe des conducteurs instaurée en 1977, dont le calendrier incluait des épreuves de second plan. Pour la saison 1980, la CSI a exclu les manches suédoise et finlandaise du championnat constructeurs, ces deux épreuves comptant uniquement pour le classement des pilotes. Huit des douze manches du calendrier se disputent en Europe, deux en Afrique, une en Amérique du Sud et une en Océanie. Elles sont réservées aux voitures des catégories suivantes :
- Groupe 1 : voitures de tourisme de série
- Groupe 2 : voitures de tourisme spéciales
- Groupe 3 : voitures de grand tourisme de série
- Groupe 4 : voitures de grand tourisme spéciales

L'année 1980 a été dominée par Fiat, le constructeur italien ayant imposé sa 131 Abarth dans cinq des dix épreuves déjà disputées, s’assurant à deux manches de la fin un troisième titre mondial (après ceux de 1977 et 1978). Quatre de ces succès ont été obtenus par Walter Röhrl, le pilote allemand étant d’ores et déjà assuré d’être sacré champion du monde. Les deux championnats sont donc déjà joués au moment où va se disputer l’avant-dernier rallye international de l’année, avec pour seul enjeu la place de dauphin qui va se jouer entre Datsun et Ford, en l’absence de Fiat qui, maintenant assuré du titre, a boycotté l'épreuve britannique.

### L'épreuve
Tout d'abord épreuve d'orientation et de maniabilité, dans les années 1930, le RAC Rally se transforma quelques années plus tard en épreuve de vitesse. Ce fut l'une des premières courses à adopter le classement «scratch», basé sur les résultats d'épreuves chronométrées, dès 1960. Son parcours est secret (diffusé juste avant le départ), l'itinéraire ne peut donc être reconnu par les équipages, spécificité valorisant les qualités d'improvisation des pilotes. C'est le terrain de prédilection des Ford Escort, qui s'y sont imposées huit fois d'affilée depuis 1972. Le Suédois Erik Carlsson et le Finlandais Timo Mäkinen y détiennent le record de victoires, comptant chacun trois succès consécutifs, une performance que tentera cette année d'égaler Hannu Mikkola, vainqueur en 1978 et 1979.

## Le parcours
- départ : 16 novembre 1980 de Bath
- arrivée : 19 novembre 1980 à Bath

Bath, ville départ et arrivée du RAC 1980.

- distance : 2 896 km dont 694 km sur 67 épreuves spéciales (70 épreuves initialement prévues, pour un total de 708 km chronométrés)
- surface : majoritairement terre
- Parcours divisé en deux étapes[5]

### Première étape
- Bath - Stockton - Carlisle - Windermere, du 16 au 17 novembre
- distance : 373 km sur 34 épreuves spéciales (37 épreuves initialement prévues, pour un total de 387 km chronométrés)

### Deuxième étape
- Windermere - Machynlleth - Brecon - Bath, du 18 au 19 novembre
- distance : 321 km sur 33 épreuves spéciales

## Les forces en présence
- Fiat

L'usine avait initialement engagé trois 131 Abarth groupe 4 (100 kg, moteur deux litres seize soupapes à injection Kugelfischer développant 225 chevaux à 7500 tr/min) pour Walter Röhrl, Markku Alén et Attilio Bettega ; l'obtention des titres constructeurs et pilotes lors du dernier Tour de Corse ont cependant incité le grand constructeur turinois à renoncer à participer à l'épreuve britannique, désormais sans enjeu pour lui.
- Ford

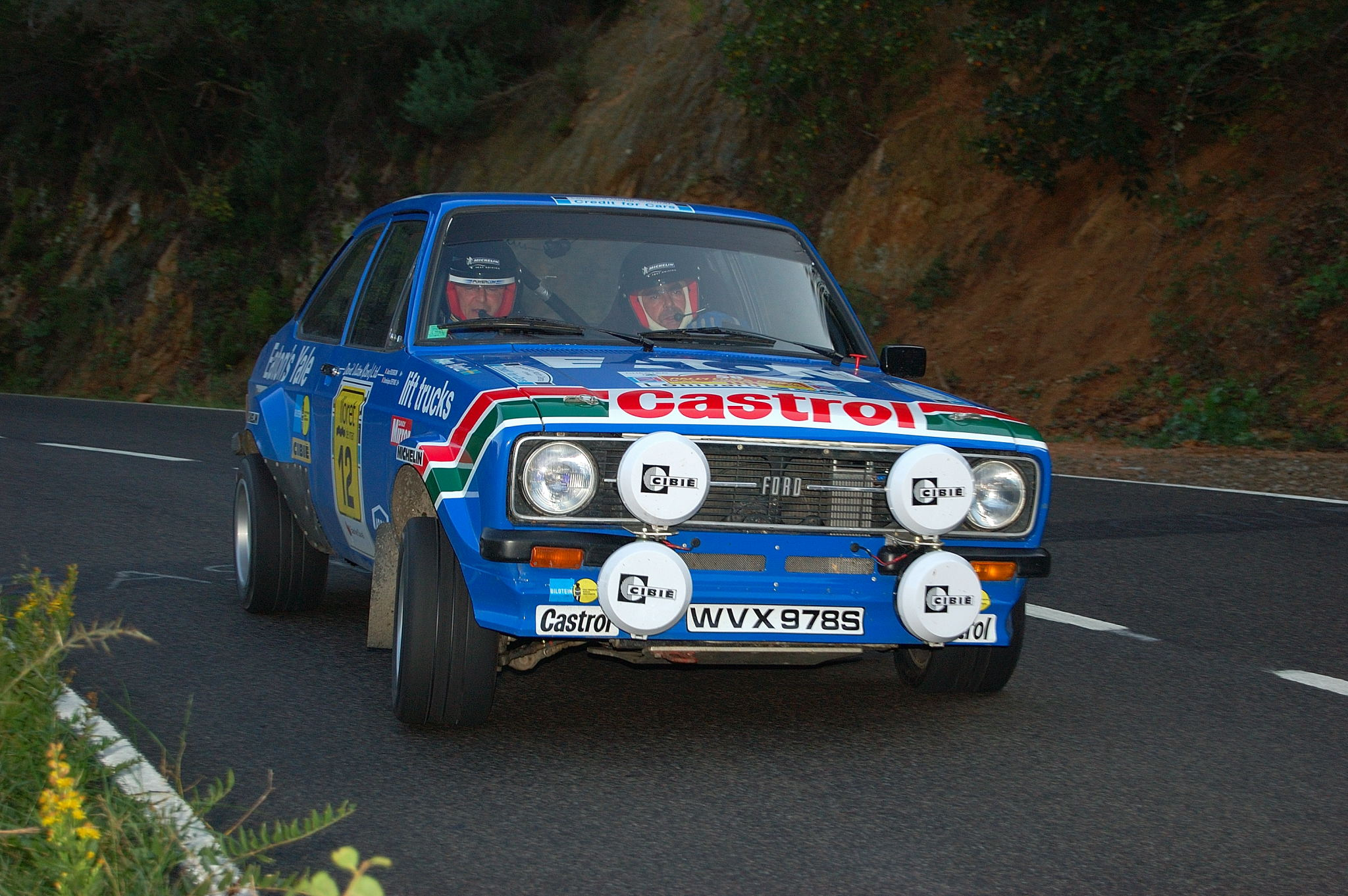
Victorieuses à huit reprises, les Ford Escort RS sont largement favorites

Préparateur attitré de la marque, David Sutton a préparé quatre Escort RS1800 groupe 4, trois sous les couleurs Rothmans pour Hannu Mikkola, Ari Vatanen, Timo Mäkinen, la quatrième engagée par Ford Afrique du Sud pour Sarel van der Merwe. Ces voitures pèsent environ une tonne et sont équipées d'un moteur deux litres alimenté par deux carburateurs double-corps délivrant 265 chevaux à 8500 tr/min. Elles sont chaussées de pneus Dunlop. Les pilotes privés Lasse Lampi, Bror Danielsson, Malcolm Wilson et Tim Brise s'alignent sur des modèles identiques, Wilson et Brise utilisant cependant des pneus Kleber.
- Opel

L'Euro Händler Team aligne une Ascona 400 groupe 4 (1020 kg, moteur quatre cylindres de 2420 cm3, deux carburateurs double-corps, 245 chevaux à 6900 tr/min) pour Anders Kulläng. De son côté, Opel Suède engage un modèle identique pour Björn Johansson, qui bénéficie également du soutien de l'usine. Les Opel utilisent des pneus Michelin.
- Saab

La marque suédoise a engagé deux 99 turbo groupe 2 pour Stig Blomqvist et Ola Strömberg. Pesant 1080 kg, ces tractions disposent de 240 chevaux grâce à leur moteur deux litres suralimenté par un turbo-compresseur Garrett taré à 1,6 bar. Elles sont équipées de pneus Pirelli.
- Toyota

Le premier constructeur japonais a engagé deux Celica GT groupe 4 (un coupé pour Björn Waldegård et une version 'Liftback' pour Leif Asterhag). Pesant environ une tonne, les Celica sont équipées d'un moteur quatre cylindres deux litres à seize soupapes alimenté par carburateurs, d'une puissance de 240 chevaux à 7300 tr/min. Elles utilisent des pneus Pirelli.
- Triumph

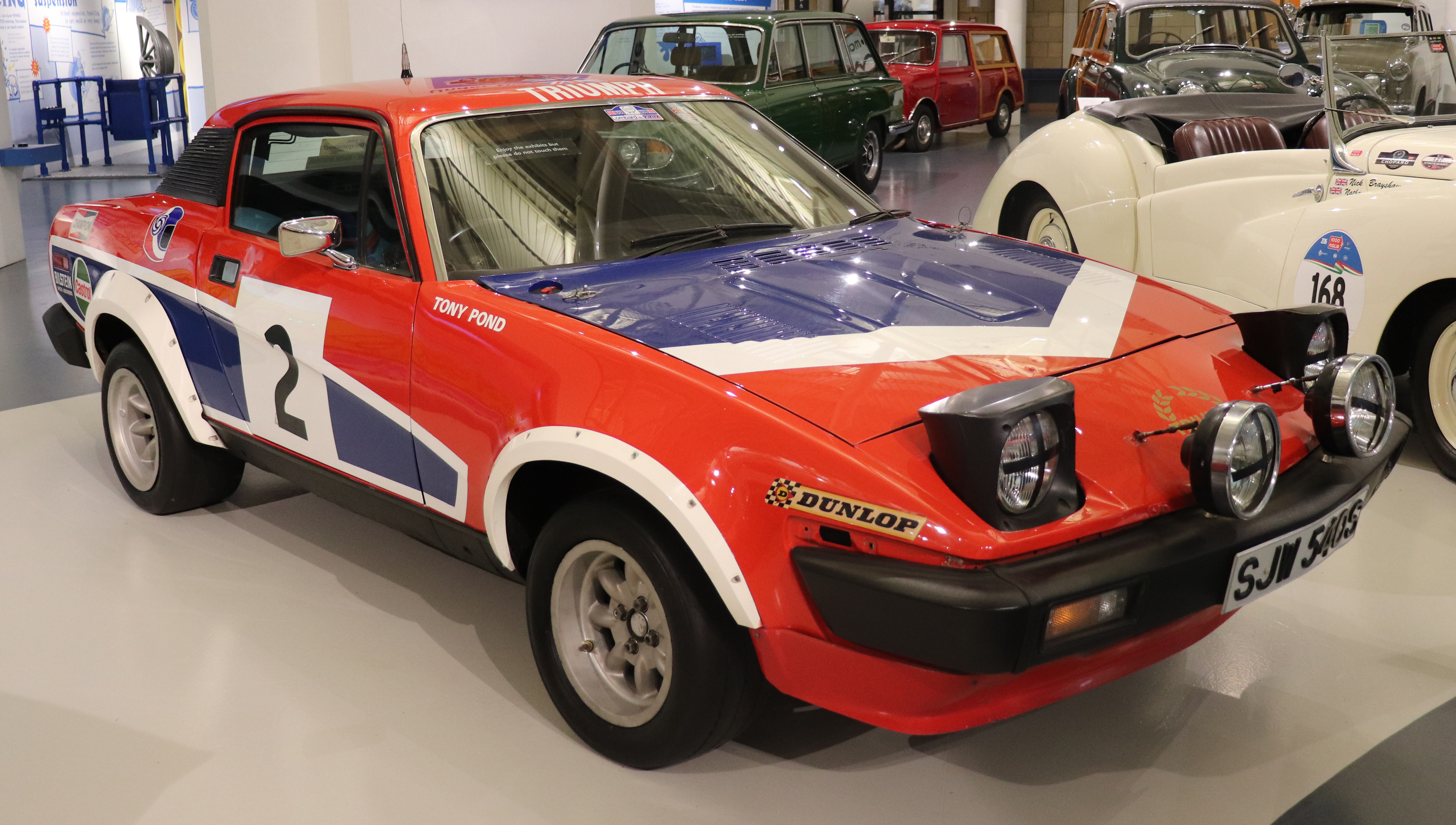
Triumph a engagé quatre TR7 V8 groupe 4.

La division sportive de British Leyland, dirigée par John Davenport, a engagé quatre Triumph TR7 V8 groupe 4 pour Per Eklund, Tony Pond, Roger Clark et John Buffum. Ces coupés pèsent 1070 kg et leur moteur V8 de 3500 cm3 alimenté par carburateurs délivre plus de 300 chevaux. Ils utilisent des pneus Michelin.
- Vauxhall

La filiale britannique de General Motors a officiellement engagé deux Chevette HSR groupe 4 pour Pentti Airikkala et Jimmy McRae. Bien que compacte, la Chevette pèse un peu plus d'une tonne ; son moteur quatre cylindres de 2279 cm3 alimenté par deux carburateurs double-corps développe 240 chevaux à 7200 tr/min. Quelques pilotes privés disposent de modèles identiques, tels Graham Elsmore ou Terry Kaby. Les Vauxhall utilisent des pneus Dunlop.
- Datsun

Comme au Tour de Corse, Datsun a engagé deux berlines 160J groupe 2 (environ une tonne, moteur deux litres, 190 chevaux à 7400 tr/min) pour Timo Salonen et Andy Dawson. Elles sont équipées de pneus Dunlop.
- Talbot

Talbot a engagé trois Sunbeam Lotus groupe 2 pour Guy Fréquelin, Henri Toivonen et Russell Brookes. Ces voitures d'une tonne sont les plus puissantes de leur catégorie, leur moteur quatre cylindres seize soupapes de 2200 cm3 alimenté par deux carburateurs double-corps développant près de 250 chevaux. Fréquelin et Toivonen utilisent des pneus Michelin, contrairement à Brookes équipé en Dunlop.

## Déroulement de la course

### Première étape

#### Bath - Stockton
Les 142 équipages s’élancent de Bath le dimanche, sur des routes détrempées. Dans ces conditions, de nombreux pilotes se font piéger dans le parc de Longleat, comme Ari Vatanen (Ford Escort)et Tony Pond (Triumph TR7) qui perdent d'emblée deux minutes et demie sur sortie de route. Sur un terrain particulièrement glissant, les pneumatiques Kleber se montrent les plus efficaces et permettent aux Escort de Tim Brise et Malcolm Wilson d'occuper provisoirement le devant de la scène, avant que les favoris ne reprennent l'avantage dans les secteurs suivants, Anders Kulläng (Opel Ascona 400) se portant en tête du rallye dès la cinquième épreuve spéciale devant la Triumph de Per Eklund et la Toyota de Björn Waldegård. Derrière, la quatrième place est très disputée entre Stig Blomqvist (Saab et Pentti Airikkala (Vauxhall Chevette), bientôt rejoints par et Björn Johansson et son Ascona 400. On compte alors cinq pilotes suédois parmi les six premiers ! La hiérarchie va rester pratiquement la même jusqu'à Stockton, où les équipages bénéficient d'une courte pause. Kulläng compte alors plus de quarante secondes sur Eklund et Waldegård, à la lutte pour la seconde place. Airikkala, Johansson et Blomqvist viennent ensuite. La position de Blomqvist en tête du groupe 2, mais ne compte cependant qu'une quinzaine de secondes d'avance sur la Talbot d'Henri Toivonen. Vainqueur de l'édition précédente, Hannu Mikkola semble jusqu'alors rouler en deçà de ses possibilité, le pilote Ford pointant seulement en dixième position à près de deux minutes de Kulläng. Alors qu'il était remonté à la quinzième place après ses déboires initiaux, Pond est une nouvelle fois sorti de la route dans le secteur de Calderdale ; il a cette fois perdu vingt-cinq minutes et perdu cent places au classement général ! À ce stade de la course, dix équipages ont déjà renoncé, notamment Malcolm Wilson et Lasse Lampi tous deux victimes de problèmes de moteur sur leurs Escort.
| Pos. | Pilote           | Copilote         | Voiture                    | Groupe | Temps       | Écart        |
| ---- | ---------------- | ---------------- | -------------------------- | ------ | ----------- | ------------ |
| 1    | Anders Kulläng   | Bruno Berglund   | Opel Ascona 400            | 4      | 54 min 41 s |              |
| 2    | Per Eklund       | Hans Sylvan      | Triumph TR7 V8             | 4      | 55 min 24 s | + 43 s       |
| 3    | Björn Waldegård  | Hans Thorszelius | Toyota Celica 2000 GT      | 4      | 55 min 27 s | + 46 s       |
| 4    | Pentti Airikkala | Risto Virtanen   | Vauxhall Chevette 2300 HSR | 4      | 55 min 38 s | + 57 s       |
| 5    | Björn Johansson  | Ragnar Spjuth    | Opel Ascona 400            | 4      | 55 min 48 s | + 1 min 07 s |
| 6    | Stig Blomqvist   | Björn Cederberg  | Saab 99 turbo              | 2      | 55 min 54 s | + 1 min 13 s |
| 7    | Henri Toivonen   | Paul White       | Talbot Sunbeam Lotus       | 2      | 56 min 07 s | + 1 min 26 s |
| 8    | Russell Brookes  | Peter Bryant     | Talbot Sunbeam Lotus       | 2      | 56 min 24 s | + 1 min 43 s |
| 8=   | Jimmy McRae      | Mike Nicholson   | Vauxhall Chevette 2300 HSR | 4      | 56 min 24 s | + 1 min 43 s |
| 10   | Hannu Mikkola    | Arne Hertz       | Ford Escort RS1800         | 4      | 56 min 37 s | + 1 min 56 s |
| 11   | Timo Salonen     | Seppo Harjanne   | Datsun 160J PA10           | 2      | 56 min 49 s | + 2 min 08 s |
| 12   | Guy Fréquelin    | Jean Todt        | Talbot Sunbeam Lotus       | 2      | 56 min 52 s | + 2 min 11 s |
| 13   | Ola Strömberg    | Mike Broad       | Saab 99 turbo              | 2      | 57 min 11 s | + 2 min 30 s |
| 14   | Bror Danielsson  | David Booth      | Ford Escort RS1800         | 4      | 57 min 36 s | + 2 min 55 s |
| 15   | Ari Vatanen      | David Richards   | Ford Escort RS1800         | 4      | 57 min 43 s | + 3 min 02 s |
| 16   | Timo Mäkinen     | Martin Holmes    | Ford Escort RS1800         | 4      | 57 min 47 s | + 3 min 06 s |
| 17   | Terry Kaby       | Dave Whittock    | Vauxhall Chevette 2300 HSR | 4      | 58 min 18 s | + 3 min 37 s |
| 18   | John Buffum      | Ian Grindrod     | Triumph TR7 V8             | 4      | 58 min 28 s | + 3 min 47 s |
| 19   | Andy Dawson      | Kevin Gormley    | Datsun 160J PA10           | 2      | 58 min 35 s | + 3 min 54 s |
| 20   | Roger Clark      | Neil Wilson      | Triumph TR7 V8             | 4      | 58 min 48 s | + 4 min 07 s |

#### Stockton - Carlisle

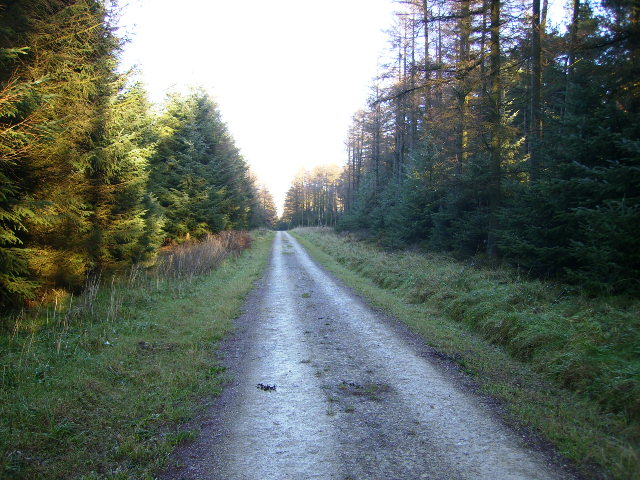
La forêt de Dalby, un des secteurs les plus difficiles de la première étape.

Les concurrents repartent de Stockton pour disputer la spéciale de la forêt de Dalby, réputée difficile. Mikkola passe à l'attaque et s'y montre le plus rapide, battant d'une courte tête Kulläng et Waldegård, une seule seconde séparant les trois pilotes nordiques au terme de ces quarante-deux kilomètres chronométrés ! Alors qu'Airikkala et Blomqvist ont abandonné sur problème mécanique, le pilote finlandais grimpe à la cinquième place du classement général, derrière Kulläng, Waldegård, Eklund et Toivonen, tandis que Johansson a perdu trois minutes après être sorti dans un fossé. Johansson va à nouveau être retardé dans la spéciale d'Hamsterley, moteur noyé ; le pilote suédois plonge à la cinquante-troisième plage du classement général et abandonnera peu après. Dans ce même secteur, Vatanen (qui était remonté à la huitième place) sort de la route, escalade un tas d'arbres abattus et atterrit trente mètres en contrebas de la route. L'équipage est indemne mais l'Escort est hors d'usage. Kulläng et Waldegård dominent toujours la course, mais Toivonen, également très rapide sur sa Talbot Lotus, est parvenu à déposséder Eklund de sa troisième place. Mikkola est toujours cinquième lorsqu'un problème de crémaillère de direction provoque une sortie de route dans la spéciale de Comb, le Finlandais perdant alors trois minutes et trois places au classement. Kulläng est toujours en tête lorsqu'il rallie l'aéroport de Carlisle, où une neutralisation est prévue afin de permettre aux équipes d'assistance d'intervenir longuement sur les voitures. Le pilote Opel possède une bonne quinzaine d'avance sur Waldegård et une quarantaine sur Toivonen, le jeune pilote finlandais dominant nettement le groupe 2 depuis l'abandon de la Saab de Blomqvist. Eklund, quatrième, compte désormais près d'une minute et demie de retard ; il devance de plus d'une minute la Vauxhall de Jimmy McRae et la Talbot de Russell Brookes. En proie depuis le départ à des problèmes de vibration sur sa Datsun, Timo Salonen est septième avec déjà plus de quatre minutes de retard sur l'Opel de Kulläng. Il est suivi de l'Escort de Mikkola et de la Talbot de Guy Fréquelin, qui effectue une prestation très régulière à l'occasion de son premier rallye RAC. Cent-neuf équipages sont encore en course.

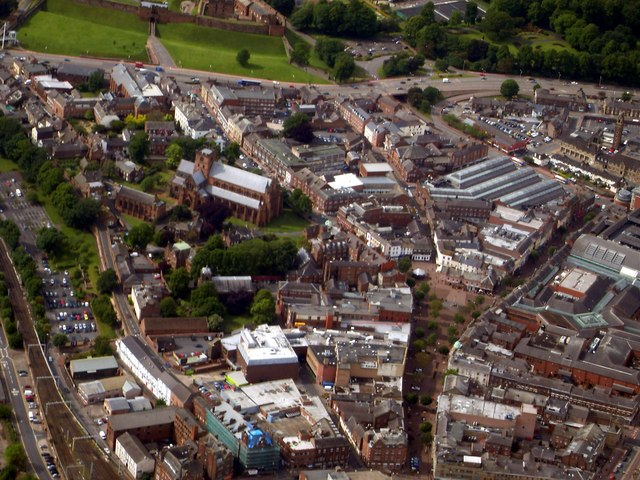
Carlisle, au cœur du Cumbria, non loin de la frontière écossaise.

| Pos. | Pilote          | Copilote         | Voiture                    | Groupe | Temps           | Écart         |
| ---- | --------------- | ---------------- | -------------------------- | ------ | --------------- | ------------- |
| 1    | Anders Kulläng  | Bruno Berglund   | Opel Ascona 400            | 4      | 2 h 15 min 06 s |               |
| 2    | Björn Waldegård | Hans Thorszelius | Toyota Celica 2000 GT      | 4      | 2 h 15 min 23 s | + 17 s        |
| 3    | Henri Toivonen  | Paul White       | Talbot Sunbeam Lotus       | 2      | 2 h 15 min 47 s | + 41 s        |
| 4    | Per Eklund      | Hans Sylvan      | Triumph TR7 V8             | 4      | 2 h 16 min 35 s | + 1 min 29 s  |
| 5    | Jimmy McRae     | Mike Nicholson   | Vauxhall Chevette 2300 HSR | 4      | 2 h 17 min 42 s | + 2 min 36 s  |
| 6    | Russell Brookes | Peter Bryant     | Talbot Sunbeam Lotus       | 2      | 2 h 18 min 04 s | + 2 min 58 s  |
| 7    | Timo Salonen    | Seppo Harjanne   | Datsun 160J PA10           | 2      | 2 h 19 min 15 s | + 4 min 09 s  |
| 8    | Hannu Mikkola   | Arne Hertz       | Ford Escort RS1800         | 4      | 2 h 19 min 39 s | + 4 min 33 s  |
| 9    | Guy Fréquelin   | Jean Todt        | Talbot Sunbeam Lotus       | 2      | 2 h 20 min 09 s | + 5 min 03 s  |
| 10   | Ola Strömberg   | Mike Broad       | Saab 99 turbo              | 2      | 2 h 21 min 13 s | + 6 min 07 s  |
| 11   | Timo Mäkinen    | Martin Holmes    | Ford Escort RS1800         | 4      | 2 h 22 min 05 s | + 6 min 59 s  |
| 12   | John Buffum     | Ian Grindrod     | Triumph TR7 V8             | 4      | 2 h 22 min 57 s | + 7 min 51 s  |
| 13   | Terry Kaby      | Dave Whittock    | Vauxhall Chevette 2300 HSR | 4      | 2 h 23 min 20 s | + 8 min 14 s  |
| 14   | Andy Dawson     | Kevin Gormley    | Datsun 160J PA10           | 2      | 2 h 24 min 06 s | + 9 min 00 s  |
| 15   | Leif Asterhag   | Anders Gullberg  | Toyota Celica 2000 GT      | 4      | 2 h 24 min 13 s | + 9 min 07 s  |
| 16   | Jan Hagman      | Lars Nyström     | Ford Escort RS1800         | 4      | 2 h 25 min 04 s | + 9 min 58 s  |
| 17   | Roger Clark     | Neil Wilson      | Triumph TR7 V8             | 4      | 2 h 26 min 04 s | + 10 min 58 s |
| 18   | Björn Blomqvist | Benny Melander   | Opel Kadett Rallye         | 1      | 2 h 26 min 31 s | + 11 min 25 s |
| 19   | Antero Laine    | Pekka Hokkanen   | Ford Escort RS2000         | 1      | 2 h 27 min 21 s | + 12 min 15 s |
| 20   | Graham Elsmore  | Frank Main       | Vauxhall Chevette 2300 HS  | 4      | 2 h 27 min 39 s | + 12 min 33 s |

#### Carlisle - Windermere
La lutte reste très serrée entre Kulläng et Waldegård dans la dernière partie de la première étape, les deux Suédois réalisant des temps pratiquement identiques dans chacun des secteurs chronométrés. Troisième, Toivonen accentue peu à peu son avance sur Eklund, avant que ce dernier ne renonce à la suite d'une défaillance de la pompe à huile de sa Triumph, dans le difficile secteur du lac de Kielder où trente équipages vont être contraints à l'abandon. McRae et Salonen ayant également abandonné un peu plus tôt, Mikkola hérite de la quatrième place, devant Brookes et Fréquelin. Kulläng et Waldegård rejoignent Windermere seulement séparés de treize secondes, ayant nettement dominé tous leurs adversaires. Toivonen reste en embuscade, avec un peu plus d'une minute et demie de retard. Quatrième à plus de quatre minutes des voitures de tête, Mikkola ne semble pas en mesure de jouer la victoire, d'autant que ses pneus Dunlop s'avèrent nettement moins efficaces dans la boue que les Michelin ou Pirelli de ses adversaires. Tous les autres, emmenés par les Talbot de Brookes et Fréquelin, accusent déjà un retard de plus de dix minutes. Les difficultés du parcours de cette première étape ont entraîné l'abandon de près de la moitié des équipages.

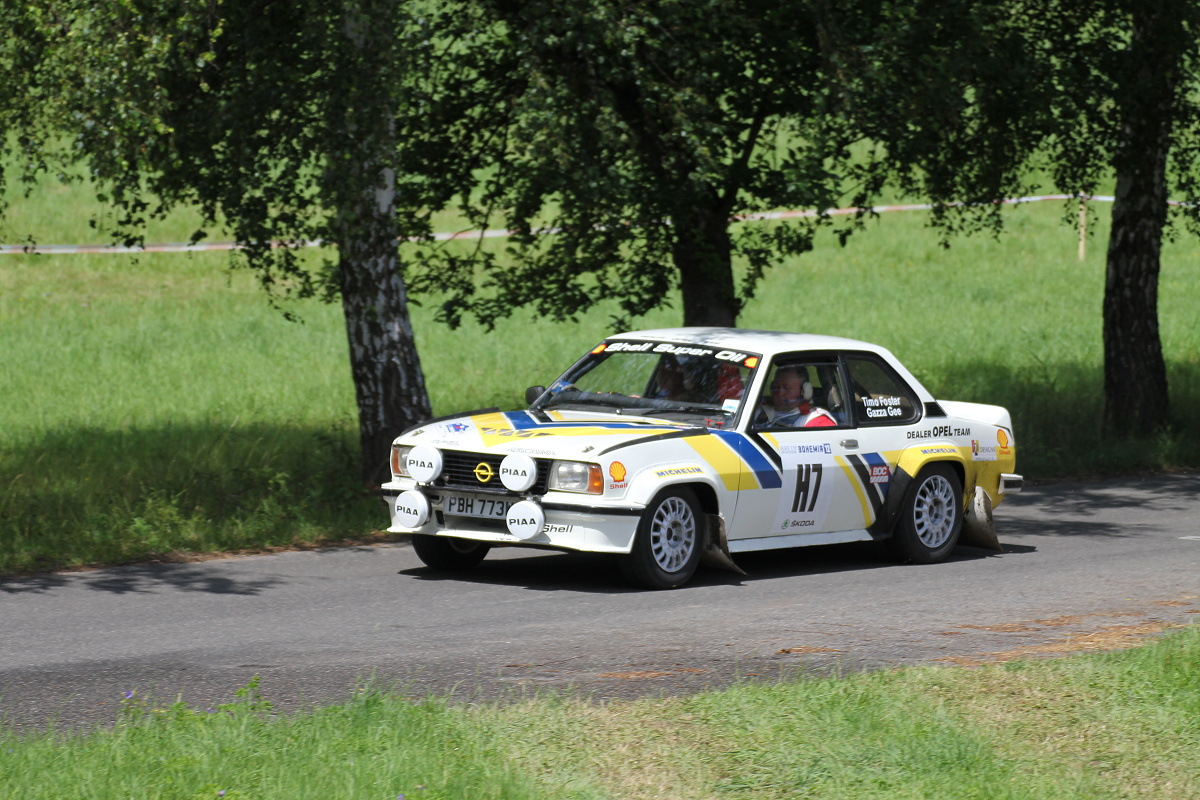
Une Opel Ascona 400 semblable à celle de Kulläng, en tête au terme de la première étape.

| Pos. | Pilote          | Copilote         | Voiture                    | Groupe | Temps           | Écart         |
| ---- | --------------- | ---------------- | -------------------------- | ------ | --------------- | ------------- |
| 1    | Anders Kulläng  | Bruno Berglund   | Opel Ascona 400            | 4      | 4 h 14 min 31 s |               |
| 2    | Björn Waldegård | Hans Thorszelius | Toyota Celica 2000 GT      | 4      | 4 h 14 min 44 s | + 13 s        |
| 3    | Henri Toivonen  | Paul White       | Talbot Sunbeam Lotus       | 2      | 4 h 16 min 05 s | + 1 min 34 s  |
| 4    | Hannu Mikkola   | Arne Hertz       | Ford Escort RS1800         | 4      | 4 h 18 min 47 s | + 4 min 16 s  |
| 5    | Russell Brookes | Peter Bryant     | Talbot Sunbeam Lotus       | 2      | 4 h 25 min 19 s | + 10 min 48 s |
| 6    | Guy Fréquelin   | Jean Todt        | Talbot Sunbeam Lotus       | 2      | 4 h 26 min 30 s | + 11 min 59 s |
| 7    | Leif Asterhag   | Anders Gullberg  | Toyota Celica 2000 GT      | 4      | 4 h 27 min 00 s | + 12 min 29 s |
| 8    | Timo Mäkinen    | Martin Holmes    | Ford Escort RS1800         | 4      | 4 h 27 min 24 s | + 12 min 53 s |
| 9    | Andy Dawson     | Kevin Gormley    | Datsun 160J PA10           | 2      | 4 h 32 min 20 s | + 17 min 49 s |
| 10   | Terry Kaby      | Dave Whittock    | Vauxhall Chevette 2300 HSR | 4      | 4 h 32 min 33 s | + 18 min 02 s |
| 11   | Roger Clark     | Neil Wilson      | Triumph TR7 V8             | 4      | 4 h 34 min 14 s | + 19 min 43 s |
| 12   | Bror Danielsson | David Booth      | Ford Escort RS1800         | 4      | 4 h 35 min 21 s | + 20 min 50 s |
| 13   | Jan Hagman      | Lars Nyström     | Ford Escort RS1800         | 4      | 4 h 37 min 11 s | + 22 min 40 s |
| 14   | George Hill     | Ronald Varley    | Vauxhall Chevette 2300 HSR | 4      | 4 h 37 min 57 s | + 23 min 26 s |
| 15   | Tony Pond       | Fred Gallagher   | Triumph TR7 V8             | 4      | 4 h 38 min 00 s | + 23 min 29 s |
| 16   | Antero Laine    | Pekka Hokkanen   | Ford Escort RS2000         | 1      | 4 h 38 min 36 s | + 24 min 05 s |
| 17   | Graham Elsmore  | Frank Main       | Vauxhall Chevette 2300 HS  | 4      | 4 h 39 min 21 s | + 24 min 50 s |
| 18   | Björn Blomqvist | Benny Melander   | Opel Kadett Rallye         | 1      | 4 h 40 min 03 s | + 25 min 32 s |
| 19   | Mike Stuart     | Frank Rowlands   | Ford Escort RS2000         | 1      | 4 h 43 min 02 s | + 28 min 31 s |
| 20   | Julian Raymond  | John Daniels     | Ford Escort RS2000         | 1      | 4 h 44 min 06 s | + 29 min 35 s |

### Deuxième étape

#### Windermere - Machynlleth

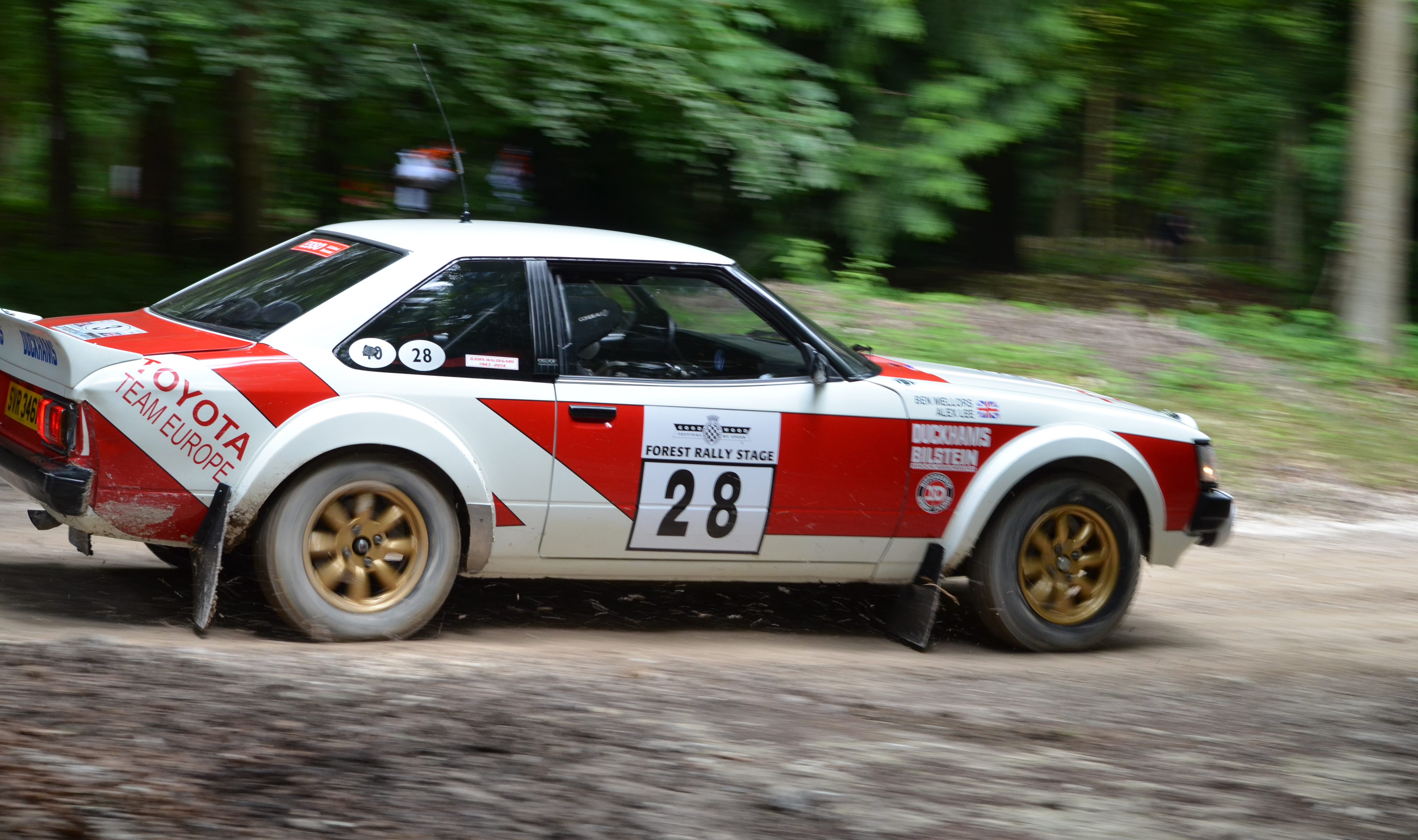
Un coupé Toyota Celica semblable à celui de Waldegård, l'un des principaux animateurs du rallye jusqu'à son abandon au tout début de la seconde étape.

Les soixante-quatorze équipages encore en course repartent de Windermere le mardi matin, après une nuit de repos. Dès la première spéciale du jour, dans la forêt de Grizedale, Waldegård doit renoncer, moteur cassé après une chute brutale de sa pression d'huile. Malgré une crevaison dans les derniers mètres, Kulläng dispose désormais de plus d'une minute d'avance sur Toivonen. Le remplacement de la roue est effectué aussitôt mais le pilote suédois doit disputer le secteur suivant sans roue de secours. Il a la malchance de crever deux autres pneus et va perdre plus de quinze minutes sur le parcours chronométré, chutant à la sixième place du classement. Toivonen prend donc le commandement de la course, avec plus de deux minutes et demie d'avance sur Mikkola, tandis que les deux Talbot de Brookes et Fréquelin pointent désormais aux troisième et quatrième rangs. Les positions n'évoluent guère au cours des spéciales suivantes, l'intérêt de la course se reporte sur la lutte pour la cinquième place, Kulläng étant reparti à l'attaque, réduisant rapidement son retard sur l'Escort de Timo Mäkinen. Dans les forêts galloises Toivonen accroît encore son avance sur Mikkola, ralliant Machynlleth avec une marge de plus de trois minutes sur son aîné. Kulläng a facilement pris l'avantage sur Mäkinen et occupe le cinquième rang derrière les deux Talbot de Brookes et Fréquelin.
| Pos. | Pilote          | Copilote       | Voiture                    | Groupe | Temps           | Écart         |
| ---- | --------------- | -------------- | -------------------------- | ------ | --------------- | ------------- |
| 1    | Henri Toivonen  | Paul White     | Talbot Sunbeam Lotus       | 2      | 6 h 21 min 44 s |               |
| 2    | Hannu Mikkola   | Arne Hertz     | Ford Escort RS1800         | 4      | 6 h 24 min 54 s | + 3 min 10 s  |
| 3    | Russell Brookes | Peter Bryant   | Talbot Sunbeam Lotus       | 2      | 6 h 34 min 16 s | + 12 min 32 s |
| 4    | Guy Fréquelin   | Jean Todt      | Talbot Sunbeam Lotus       | 2      | 6 h 35 min 17 s | + 13 min 33 s |
| 5    | Anders Kulläng  | Bruno Berglund | Opel Ascona 400            | 4      | 6 h 36 min 56 s | + 15 min 12 s |
| 6    | Timo Mäkinen    | Martin Holmes  | Ford Escort RS1800         | 4      | 6 h 38 min 43 s | + 16 min 59 s |
| 7    | Roger Clark     | Neil Wilson    | Triumph TR7 V8             | 4      | 6 h 44 min 03 s | + 22 min 19 s |
| 8    | Andy Dawson     | Kevin Gormley  | Datsun 160J PA10           | 2      | 6 h 45 min 32 s | + 23 min 48 s |
| 9    | Tony Pond       | Fred Gallagher | Triumph TR7 V8             | 4      | 6 h 46 min 55 s | + 25 min 11 s |
| 10   | Graham Elsmore  | Frank Main     | Vauxhall Chevette 2300 HS  | 4      | 6 h 53 min 12 s | + 31 min 28 s |
| 11   | George Hill     | Ronald Varley  | Vauxhall Chevette 2300 HSR | 4      | 6 h 53 min 35 s | + 31 min 51 s |
| 12   | Bror Danielsson | David Booth    | Ford Escort RS1800         | 4      | 6 h 53 min 47 s | + 32 min 03 s |
| 13   | Antero Laine    | Pekka Hokkanen | Ford Escort RS2000         | 1      | 6 h 54 min 31 s | + 32 min 47 s |
| 14   | Julian Raymond  | John Daniels   | Ford Escort RS2000         | 1      | 6 h 58 min 39 s | + 36 min 55 s |
| 15   | Mike Stuart     | Frank Rowlands | Ford Escort RS2000         | 1      | 7 h 03 min 28 s | + 41 min 44 s |

#### Machynlleth - Brecon
Les cinq-neufs équipages rescap's repartent de Machynlleth à la tombée de la nuit, sur des pistes glissantes et dans le brouillard. Toivonen continue à creuser l'écart, tandis que Fréquelin, de plus en plus à l'aise dans les forêts galloises, parvient à dépasser son coéquipier Brookes, s'emparant de la troisième place. Au petit matin, à la halte de Brecon, Mikkola accuse désormais près de quatre minutes et demie de retard sur Toivonen qui, sauf incident, a désormais course gagnée. Malgré sa pointe de vitesse, Kulläng n'est pas parvenu à se rapprocher des deux Talbot de Fréquelin et Brookes, qui le précèdent. Laine, qui occupe la maintenant la onzième place au classement général, continue à dominer le groupe 1. Il ne reste plus que cinq-deux voitures en course.

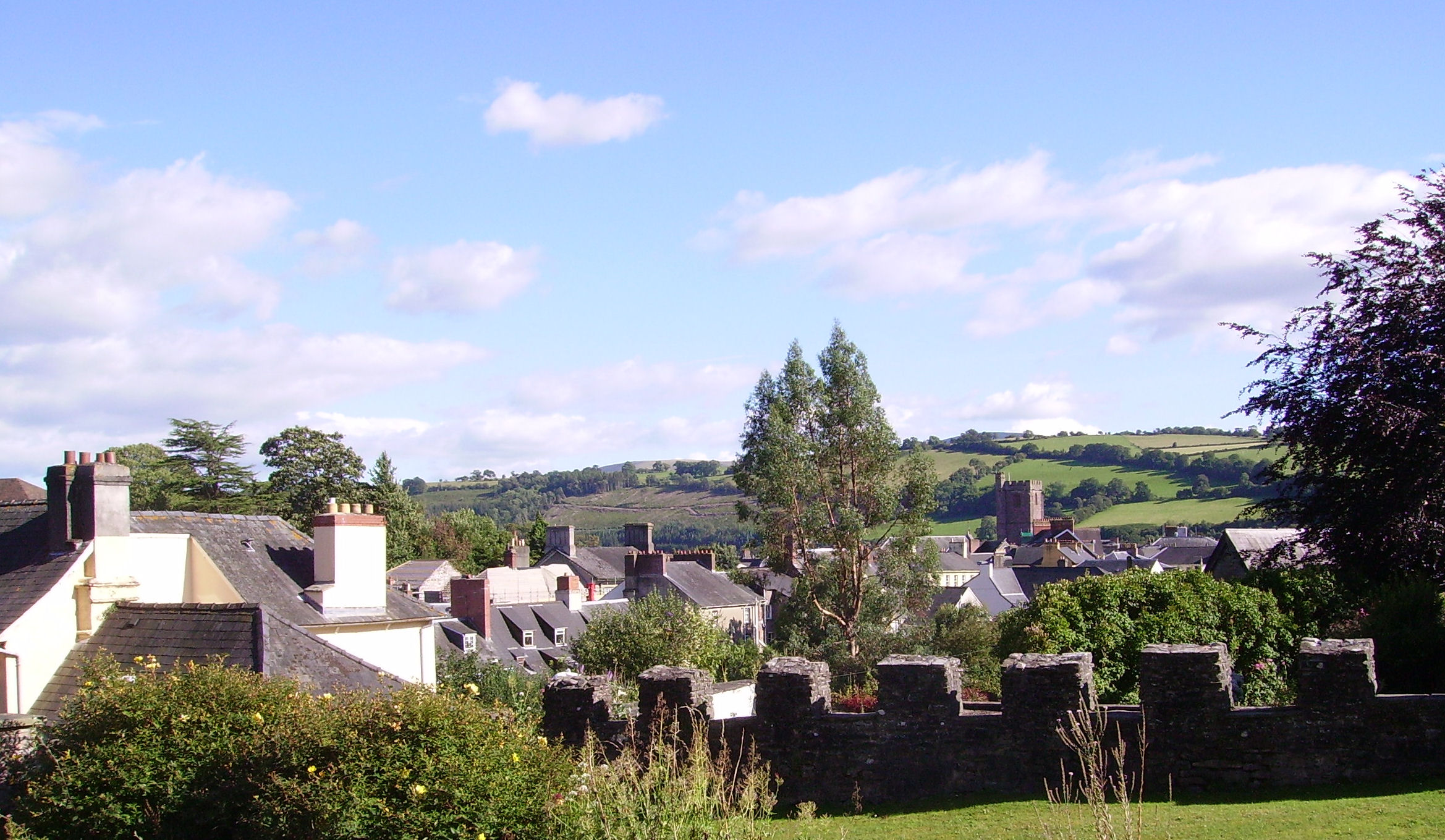
La petite ville de Brecon, au Pays de Galles.

| Pos. | Pilote          | Copilote       | Voiture                    | Groupe | Temps           | Écart             |
| ---- | --------------- | -------------- | -------------------------- | ------ | --------------- | ----------------- |
| 1    | Henri Toivonen  | Paul White     | Talbot Sunbeam Lotus       | 2      | 7 h 40 min 45 s |                   |
| 2    | Hannu Mikkola   | Arne Hertz     | Ford Escort RS1800         | 4      | 7 h 45 min 12 s | + 4 min 27 s      |
| 3    | Guy Fréquelin   | Jean Todt      | Talbot Sunbeam Lotus       | 2      | 7 h 54 min 43 s | + 13 min 58 s     |
| 4    | Russell Brookes | Peter Bryant   | Talbot Sunbeam Lotus       | 2      | 7 h 55 min 16 s | + 14 min 31 s     |
| 5    | Anders Kulläng  | Bruno Berglund | Opel Ascona 400            | 4      | 7 h 56 min 51 s | + 16 min 06 s     |
| 6    | Timo Mäkinen    | Martin Holmes  | Ford Escort RS1800         | 4      | 8 h 05 min 03 s | + 24 min 18 s     |
| 7    | Andy Dawson     | Kevin Gormley  | Datsun 160J PA10           | 2      | 8 h 09 min 52 s | + 29 min 18 s     |
| 8    | Tony Pond       | Fred Gallagher | Triumph TR7 V8             | 4      | 8 h 10 min 19 s | + 29 min 34 s     |
| 9    | Bror Danielsson | David Booth    | Ford Escort RS1800         | 4      | 8 h 17 min 52 s | + 37 min 07 s     |
| 10   | George Hill     | Ronald Varley  | Vauxhall Chevette 2300 HSR | 4      | 8 h 20 min 31 s | + 39 min 46 s     |
| 11   | Antero Laine    | Pekka Hokkanen | Ford Escort RS2000         | 1      | 8 h 27 min 40 s | + 46 min 55 s     |
| 12   | Julian Raymond  | John Daniels   | Ford Escort RS2000         | 1      | 8 h 27 min 49 s | + 47 min 04 s     |
| 13   | Sören Nilsson   | Anders Olsson  | Opel Ascona                | 1      | 8 h 40 min 19 s | + 59 min 34 s     |
| 14   | Chris Lord      | Ernest Waldron | Ford Escort RS1800         | 4      | 8 h 40 min 31 s | + 59 min 46 s     |
| 15   | John Buffum     | Ian Grindrod   | Triumph TR7 V8             | 4      | 8 h 46 min 34 s | + 1 h 05 min 49 s |

#### Brecon - Bath
La fin de parcours s'effectue sans changement notable, seule la remontée de Pond à la septième place au détriment de Dawson modifiant le classement. Toivonen remporte sa première grande victoire, ayant battu Mikkola à la régulière. Outre la victoire, Talbot réalise un magnifique tir groupé avec les troisième et quatrième places de Fréquelin et Brookes, qui sont parvenus à se maintenir devant Kulläng. Alors qu'il avait nettement dominé en tourisme de série, Laine est privé de sa victoire de groupe à cause d'un échappement déclaré non conforme après vérifications techniques, la première place dans cette catégorie revenant finalement à la Ford Escort de Julian Raymond. Sur cent-quarante-deux voitures au départ, seules quarante-sept sont classées.

### Classements intermédiaires
Classements intermédiaires des pilotes après chaque épreuve spéciale

### Classement général

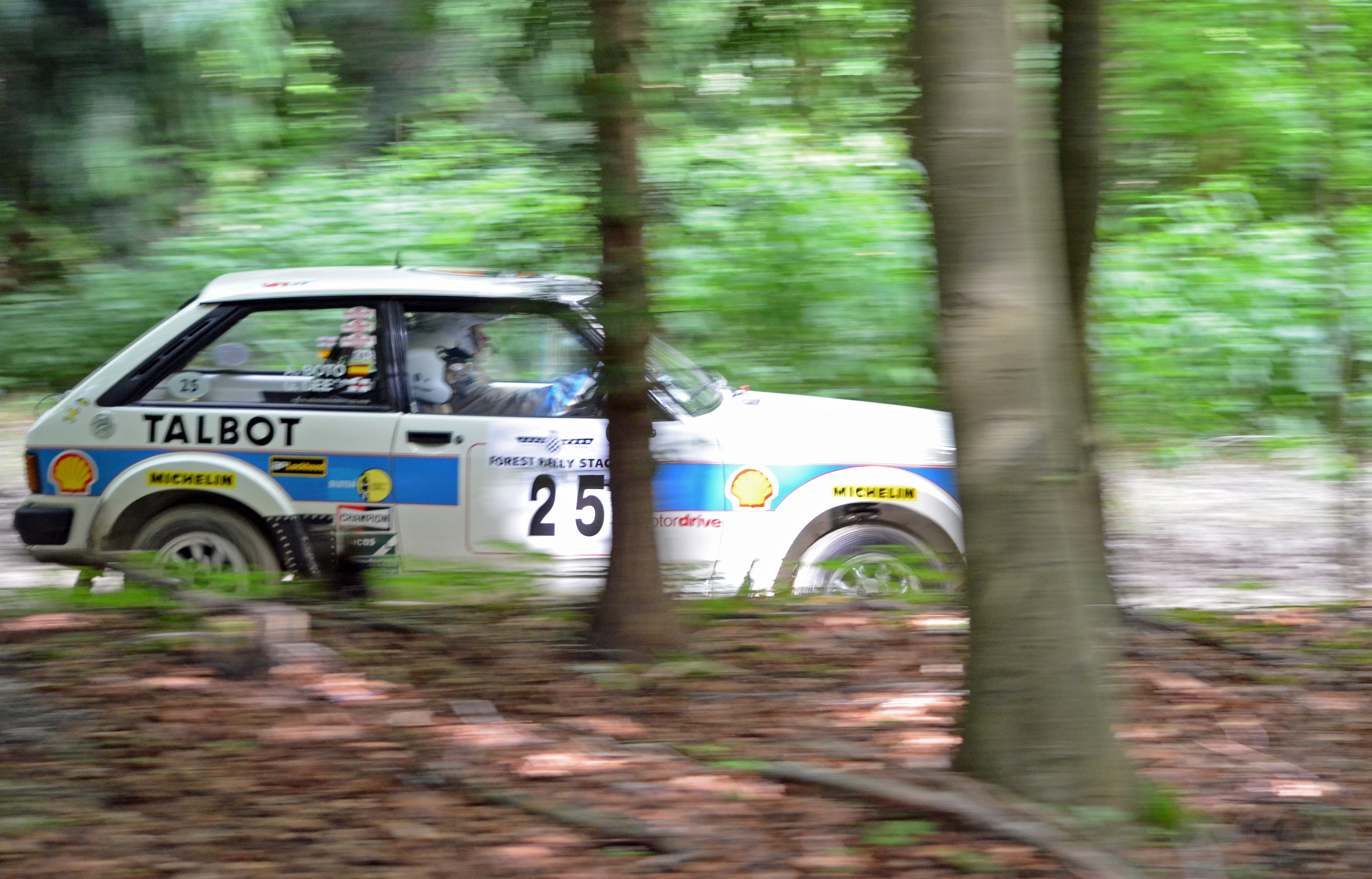
Performance remarquable des Talbot Lotus groupe 2, qui s'octroient les première, troisième et quatrième places à l'arrivée.

| Pos | No | Pilote          | Copilote       | Voiture                    | Temps           | Écart         | Groupe |
| --- | -- | --------------- | -------------- | -------------------------- | --------------- | ------------- | ------ |
| 1   | 16 | Henri Toivonen  | Paul White     | Talbot Sunbeam Lotus       | 8 h 17 min 33 s |               | 2      |
| 2   | 1  | Hannu Mikkola   | Arne Hertz     | Ford Escort RS1800         | 8 h 22 min 09 s | + 4 min 36 s  | 4      |
| 3   | 10 | Guy Fréquelin   | Jean Todt      | Talbot Sunbeam Lotus       | 8 h 31 min 24 s | + 13 min 51 s | 2      |
| 4   | 13 | Russell Brookes | Peter Bryant   | Talbot Sunbeam Lotus       | 8 h 32 min 16 s | + 14 min 43 s | 2      |
| 5   | 7  | Anders Kulläng  | Bruno Berglund | Opel Ascona 400            | 8 h 33 min 47 s | + 16 min 14 s | 4      |
| 6   | 19 | Timo Mäkinen    | Martin Holmes  | Ford Escort RS1800         | 8 h 43 min 41 s | + 26 min 08 s | 4      |
| 7   | 15 | Tony Pond       | Fred Gallagher | Triumph TR7 V8             | 8 h 46 min 43 s | + 29 min 10 s | 4      |
| 8   | 23 | Andy Dawson     | Kevin Gormley  | Datsun 160J PA10           | 8 h 48 min 08 s | + 30 min 35 s | 2      |
| 9   | 26 | Bror Danielsson | David Booth    | Ford Escort RS1800         | 8 h 55 min 58 s | + 38 min 25 s | 4      |
| 10  | 41 | George Hill     | Ronald Varley  | Vauxhall Chevette 2300 HSR | 8 h 58 min 40 s | + 41 min 07 s | 4      |

### Hommes de tête
- ES1 à ES4 :  Tim Brise -  Phil Short (Ford Escort RS1800)
- ES5 à ES38 :  Anders Kulläng -  Bruno Berglund (Opel Ascona 400)
- ES39 à ES70 :  Henri Toivonen -  Paul White (Talbot Sunbeam Lotus)

### Vainqueurs d'épreuves spéciales
- Anders Kulläng -  Bruno Berglund (Opel Ascona 400) : 24 spéciales (ES 2, 4, 6, 8, 9, 11 à 13, 23, 24, 26, 27, 33, 40, 41, 43, 44, 48 à 50, 64, 65, 67, 69)
- Henri Toivonen -  Paul White (Talbot Sunbeam Lotus) : 19 spéciales (ES 16, 20, 21, 25, 28, 31, 32, 35, 37, 38, 45, 47, 51, 54 à 59)
- Hannu Mikkola -  Arne Hertz (Ford Escort RS1800) : 9 spéciales (ES 14, 27, 30, 36, 39, 46, 52, 53, 62)
- Tony Pond -  Fred Gallagher (Triumph TR7 V8) : 5 spéciales (ES 3, 4, 21, 25, 42)
- Ari Vatanen -  David Richards (Ford Escort RS1800) : 3 spéciales (ES 5, 7, 15)
- Björn Waldegård -  Hans Thorszelius (Toyota Celica 2000 GT) : 3 spéciales (ES 22, 29, 34)
- Russell Brookes -  Peter Bryant (Talbot Sunbeam Lotus) : 3 spéciales (ES 29, 61, 63)
- Guy Fréquelin -  Jean Todt (Talbot Sunbeam Lotus) : 2 spéciales (ES 60, 66)
- Tim Brise -  Phil Short (Ford Escort RS1800) : 1 spéciale (ES 1)
- Stig Blomqvist - Björn Cederberg (Saab 99 turbo) : 1 spéciale (ES 8)
- Sarel van der Merwe -  Franz Boshoff (Ford Escort RS1800) : 1 spéciale (ES 17)
- Per Eklund -  Hans Sylvan (Triumph TR7 V8) : 1 spéciale (ES 26)
- Timo Salonen -  Seppo Harjanne (Datsun 160J PA10) : 1 spéciale (ES 29)
- Graham Elsmore -  Frank Main (Vauxhall Chevette 2300 HS) : 1 spéciale (ES 68)
- Mikael Sundström -  Martin Coleman (Ford Escort RS2000) : 1 spéciale (ES 70)

## Résultats des principaux engagés
| No  | Pilote              | Copilote              | Voiture                    | Groupe | Classement général                           | Class. groupe |
| --- | ------------------- | --------------------- | -------------------------- | ------ | -------------------------------------------- | ------------- |
| 1   | Hannu Mikkola       | Arne Hertz            | Ford Escort RS1800         | 4      | 2e à 4 min 36 s                              | 1er           |
| 2   | Walter Röhrl        | Christian Geistdörfer | Fiat 131 Abarth            | 4      | Forfait                                      | -             |
| 3   | Björn Waldegård     | Hans Thorszelius      | Toyota Celica 2000 GT      | 4      | ab. dans la 38e spéciale (moteur)            | -             |
| 4   | Timo Salonen        | Seppo Harjanne        | Datsun 160J PA10           | 2      | ab. dans la 31e spéciale (vilebrequin)       | -             |
| 5   | Ari Vatanen         | David Richards        | Ford Escort RS1800         | 4      | ab. dans la 20e spéciale (sortie de route)   | -             |
| 6   | Markku Alén         | Ilkka Kivimäki        | Fiat 131 Abarth            | 4      | Forfait                                      | -             |
| 7   | Anders Kulläng      | Bruno Berglund        | Opel Ascona 400            | 4      | 5e à 16 min 14 s                             | 2e            |
| 8   | Stig Blomqvist      | Björn Cederberg       | Saab 99 turbo              | 2      | ab. dans la 14e spéciale (moteur)            | -             |
| 9   | Pentti Airikkala    | Risto Virtanen        | Vauxhall Chevette 2300 HSR | 4      | ab. dans la 14e spéciale (demi-arbre)        | -             |
| 10  | Guy Fréquelin       | Jean Todt             | Talbot Sunbeam Lotus       | 2      | 3e à 13 min 51 s                             | 2e            |
| 11  | Per Eklund          | Hans Sylvan           | Triumph TR7 V8             | 4      | ab. dans la 31e spéciale (pompe à huile)     | -             |
| 12  | Attilio Bettega     | Arnaldo Bernacchini   | Fiat 131 Abarth            | 4      | Forfait                                      | -             |
| 13  | Russell Brookes     | Peter Bryant          | Talbot Sunbeam Lotus       | 2      | 4e à 14 min 43 s                             | 3e            |
| 15  | Tony Pond           | Fred Gallagher        | Triumph TR7 V8             | 4      | 7e à 29 min 10 s                             | 4e            |
| 16  | Henri Toivonen      | Paul White            | Talbot Sunbeam Lotus       | 2      | 1er                                          | 1er           |
| 17  | Malcolm Wilson      | Terry Harryman        | Ford Escort RS1800         | 4      | ab. dans la 3e spéciale (moteur)             | -             |
| 18  | Jimmy McRae         | Mike Nicholson        | Vauxhall Chevette 2300 HSR | 4      | ab. dans la 31e spéciale (sortie de route)   | -             |
| 19  | Timo Mäkinen        | Martin Holmes         | Ford Escort RS1800         | 4      | 6e à 26 min 08 s                             | 3e            |
| 20  | Roger Clark         | Neil Wilson           | Triumph TR7 V8             | 4      | ab. après la 63e spéciale (pompe à huile)    | -             |
| 21  | Björn Johansson     | Ragnar Spjuth         | Opel Ascona 400            | 4      | ab. après la 20e spéciale (court-circuit)    | -             |
| 22  | John Buffum         | Ian Grindrod          | Triumph TR7 V8             | 4      | ab. dans la 70e spéciale (différentiel)      | -             |
| 23  | Andy Dawson         | Kevin Gormley         | Datsun 160J PA10           | 2      | 8e à 30 min 35 s                             | 4e            |
| 24  | Lasse Lampi         | Pentti Kuukkala       | Ford Escort RS1800         | 4      | ab. dans la 4e spéciale (joint de culasse)   | -             |
| 25  | Guy Colsoul         | Alain Lopes           | Opel Ascona 400            | 4      | ab. dans la 39e spéciale (moteur)            | -             |
| 26  | Bror Danielsson     | David Booth           | Ford Escort RS1800         | 4      | 9e à 38 min 25 s                             | 5e            |
| 27  | Leif Asterhag       | Anders Gullberg       | Toyota Celica 2000 GT      | 4      | ab. dans la 38e spéciale (suspension)        | -             |
| 28  | Sarel van der Merwe | Franz Boshoff         | Ford Escort RS1800         | 4      | disqualifié (hors-délai)                     | -             |
| 29  | Maciej Stawowiak    | Ryszard Żyszkowski    | FSO Polonez 2000           | 2      | ab. dans la 9e spéciale (moteur)             | -             |
| 32  | Ola Strömberg       | Mike Broad            | Saab 99 turbo              | 2      | ab. dans la 29e spéciale (boîte de vitesses) | -             |
| 33  | Tim Brise           | Phil Short            | Ford Escort RS1800         | 4      | ab. après la 21e spéciale (alternateur)      | -             |
| 34  | Graham Elsmore      | Frank Main            | Vauxhall Chevette 2300 HS  | 4      | 18e à 1 h 31 min 44 s                        | 8e            |
| 35  | Terry Kaby          | Dave Whittock         | Vauxhall Chevette 2300 HSR | 4      | ab. dans la 47e spéciale (moteur)            | -             |
| 36  | Jean-Paul Luc       | Jean-Bernard Vieu     | Citroën CX 2400 GTI        | 2      | ab. dans la 16e spéciale (boîte de vitesses) | -             |
| 41  | George Hill         | Ronald Varley         | Vauxhall Chevette 2300 HSR | 4      | 10e à 41 min 07 s                            | 6e            |
| 43  | Chris Lord          | Ernest Waldron        | Ford Escort RS1800         | 4      | 12e à 1 h 01 min 55 s                        | 7e            |
| 45  | Antero Laine        | Pekka Hokkanen        | Ford Escort RS2000         | 1      | disqualifié (échappement non conforme)       | -             |
| 46  | Julian Raymond      | John Daniels          | Ford Escort RS2000         | 1      | 11e à 57 min 21 s                            | 1er           |
| 47  | Mikael Sundström    | Martin Coleman        | Ford Escort RS2000         | 1      | 14e à 1 h 11 min 21 s                        | 3e            |
| 48  | Mike Stuart         | Frank Rowlands        | Ford Escort RS2000         | 1      | 15e à 1 h 14 min 51 s                        | 4e            |
| 50  | Björn Blomqvist     | Benny Melander        | Opel Kadett Rallye         | 1      | ab. dans la 38e spéciale                     | -             |
| 51  | Sören Nilsson       | Anders Olsson         | Opel Ascona                | 1      | 13e à 1 h 02 min 17 s                        | 2e            |
| 60  | Kalle Grundel       | Lennart Söderberg     | Saab 99 turbo              | 2      | ab. dans la 52e spéciale (transmission)      | -             |
| 83  | François Chauche    | Éric Chantriaux       | Peugeot 104 ZS             | 2      | 16e à 1 h 29 min 39 s                        | 5e            |
| 105 | Jan Hagman          | Lars Nyström          | Ford Escort RS1800         | 4      | ab. dans la 41e spéciale (suspension)        | -             |

## Classements des championnats à l'issue de la course

### Constructeurs
- attribution des points : 10, 9, 8, 7, 6, 5, 4, 3, 2, 1 respectivement aux dix premières marques de chaque épreuve, additionnés de 8, 7, 6, 5, 4, 3, 2, 1 respectivement aux huit premières de chaque groupe (seule la voiture la mieux classée de chaque constructeur marque des points). Les points de groupe ne sont attribués qu'aux concurrents ayant terminé dans les dix premiers au classement général.
- seuls les sept meilleurs résultats (sur dix épreuves) sont retenus pour le décompte final des points.

| Pos. | Marque        | Points | M-C  | POR  | SAF  | ACR  | ARG  | NZL  | SAN  | COR  | RAC  | BAN |
| ---- | ------------- | ------ | ---- | ---- | ---- | ---- | ---- | ---- | ---- | ---- | ---- | --- |
| 1    | Fiat          | 120    | 10+8 | 10+8 | -    | 8+7  | 10+8 | 9+8  | 10+8 | 9+7  | -    |     |
| 2    | Ford          | 90     | 2+6  | 4+8  | -    | 10+8 | 5+6  | 4+4  | 9+7  | -    | 9+8  |     |
| 3    | Datsun        | 88     | -    | -    | 10+8 | 9+8  | 7+7  | 10+8 | -    | 5+8  | 3+5  |     |
| 4    | Opel          | 71     | 7+5  | -    | 6+7  | 7+6  | -    | -    | 3+7  | 2+8  | 6+7  |     |
| 5    | Mercedes-Benz | 61     | -    | 7+6  | 8+8  | -    | 9+8  | 8+7  | -    | -    | -    |     |
| 6    | Talbot        | 49     | -    | 8+8  | -    | -    | -    | -    | 7+8  | -    | 10+8 |     |
| 7    | Porsche       | 28     | 2+8  | -    | -    | -    | -    | -    | -    | 10+8 | -    |     |
| 8    | Lancia        | 20     | 9+7  | -    | -    | 2+2  | -    | -    | -    | -    | -    |     |
| 9    | Toyota        | 18     | -    | 5+4  | -    | 5+4  | -    | -    | -    | -    | -    |     |
| 10   | Vauxhall      | 16     | -    | -    | -    | -    | -    | 5+7  | -    | -    | 1+3  |     |
| 11   | Volkswagen    | 14     | 6+8  | -    | -    | -    | -    | -    | -    | -    | -    |     |
| 11=  | Peugeot       | 14     | -    | -    | -    | 1+1  | 6+6  | -    | -    | -    | -    |     |
| 13   | Renault       | 12     | -    | -    | -    | -    | -    | -    | -    | 7+5  | -    |     |
| 14   | Triumph       | 9      | -    | -    | -    | -    | -    | -    | -    | -    | 4+5  |     |
| 15   | Mitsubishi    | 7      | -    | -    | -    | -    | -    | 1+6  | -    | -    | -    |     |
| 16   | FSO           | 2      | -    | 1+1  | -    | -    | -    | -    | -    | -    | -    |     |

### Pilotes
- attribution des points : 20, 15, 12, 10, 8, 6, 4, 3, 2, 1 respectivement aux dix premiers de chaque épreuve.
- seuls les sept meilleurs résultats (sur douze épreuves) sont retenus pour le décompte final des points.

| Pos. | Pilote           | Marque                        | Points | M-C | SUE | POR | SAF | ACR | ARG | FIN | NZL | SAN | COR | RAC | BAN |
| ---- | ---------------- | ----------------------------- | ------ | --- | --- | --- | --- | --- | --- | --- | --- | --- | --- | --- | --- |
| 1    | Walter Röhrl     | Fiat                          | 118    | 20  | -   | 20  | -   | 8   | 20  | -   | 15  | 20  | 15  | -   |     |
| 2    | Hannu Mikkola    | Ford, Mercedes-Benz¹          | 64     | -   | 10  | -   | -   | -   | 15¹ | -   | 12¹ | 12  | -   | 15  |     |
| 3    | Ari Vatanen      | Ford                          | 50     | -   | -   | -   | -   | 20  | -   | 15  | -   | 15  | -   | -   |     |
| 4    | Anders Kulläng   | Opel                          | 48     | 10  | 20  | -   | -   | 10  | -   | -   | -   | -   | -   | 8   |     |
| 5    | Markku Alén      | Fiat                          | 47     | -   | -   | 15  | -   | 12  | -   | 20  | -   | -   | -   | -   |     |
| 6    | Timo Salonen     | Datsun                        | 45     | -   | 4   | -   | -   | 15  | -   | 6   | 20  | -   | -   | -   |     |
| 7    | Björn Waldegård  | Fiat, Mercedes-Benz¹          | 43     | 12  | 12  | 10¹ | 1¹  | -   | -   | -   | 8¹  | -   | -   | -   |     |
| 8    | Guy Fréquelin    | Talbot                        | 34     | -   | -   | 12  | -   | -   | -   | -   | -   | 10  | -   | 12  |     |
| 9    | Shekhar Mehta    | Datsun                        | 30     | -   | -   | -   | 20  | -   | 10  | -   | -   | -   | -   | -   |     |
| 10   | Henri Toivonen   | Talbot                        | 28     | -   | -   | -   | -   | -   | -   | -   | -   | 8   | -   | 20  |     |
| 11   | Per Eklund       | Volkswagen, Datsun¹, Triumph² | 23     | 8   | 3¹  | -   | -   | -   | -   | 12² | -   | -   | -   | -   |     |
| 12   | Jean-Luc Thérier | Porsche                       | 20     | -   | -   | -   | -   | -   | -   | -   | -   | -   | 20  | -   |     |
| 13   | Björn Johansson  | Opel                          | 18     | -   | 8   | -   | -   | -   | -   | 10  | -   | -   | -   | -   |     |
| 14   | Bernard Darniche | Lancia                        | 15     | 15  | -   | -   | -   | -   | -   | -   | -   | -   | -   | -   |     |
| 14=  | Stig Blomqvist   | Saab                          | 15     | -   | 15  | -   | -   | -   | -   | -   | -   | -   | -   | -   |     |
| 14=  | Rauno Aaltonen   | Datsun                        | 15     | -   | -   | -   | 15  | -   | -   | -   | -   | -   | -   | -   |     |
| 14=  | Attilio Bettega  | Fiat                          | 15     | 6   | -   | -   | -   | 3   | -   | -   | -   | 6   | -   | -   |     |
| 18   | Alain Coppier    | Porsche                       | 14     | 2   | -   | -   | -   | -   | -   | -   | -   | -   | 12  | -   |     |
| 19   | Vic Preston Jr   | Mercedes-Benz                 | 12     | -   | -   | -   | 12  | -   | -   | -   | -   | -   | -   | -   |     |
| 19=  | Carlos Reutemann | Fiat                          | 12     | -   | -   | -   | -   | -   | 12  | -   | -   | -   | -   | -   |     |
| 19=  | Michèle Mouton   | Fiat                          | 12     | 4   | -   | -   | -   | -   | -   | -   | -   | -   | 8   | -   |     |
| 19=  | Ove Andersson    | Toyota                        | 12     | -   | -   | 6   | -   | 6   | -   | -   | -   | -   | -   | -   |     |